# 実川延松

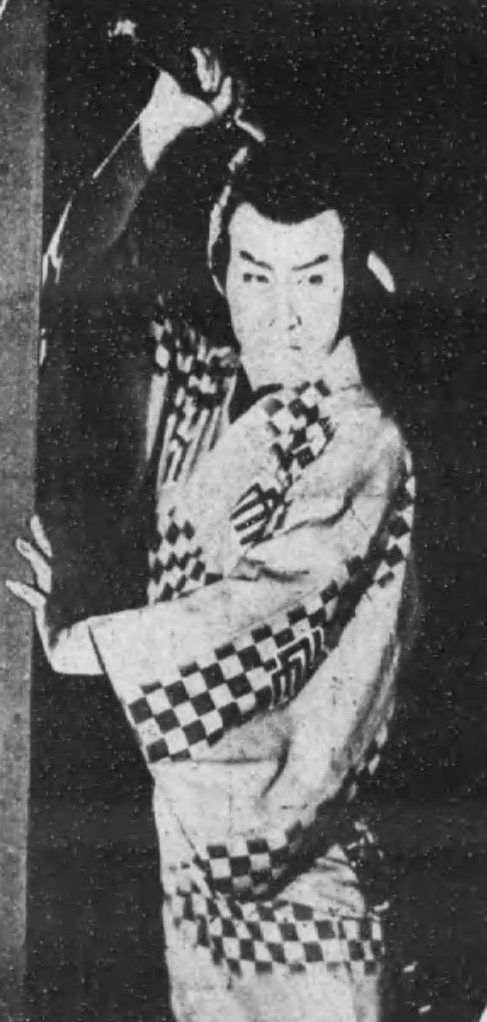
『権八と小紫』（1924年、松竹）で平井権八役を演じた実川。遊女の小紫は東愛子が演じた

実川 延松（じつかわ えんしょう、1894年5月17日 - 没年不詳）は、日本の俳優、映画監督である。本名成子 松太郎（なるこ まつたろう）。天活大阪支社の「連鎖劇」から帝キネ設立に参加し、のちに独立、牧野省三、直木三十五、中川紫郎ら大正末期のインディペンデント系プロデューサーと共闘した。

## 来歴・人物
1894年（明治27年）5月17日、大阪市に生まれる。旧制小学校を卒業、大阪歌舞伎の二代目實川延二郎に入門した。19歳になる1913年（大正2年）ころ上京、歌舞伎座に所属しながら、演技座、大黒座、宮戸座等で修行する。
1919年（大正8年）に大阪に帰り、天然色活動写真（天活）の大阪支店が経営する劇場で「連鎖劇」に出演する。天活は同年内に解体され、翌1920年（大正9年）5月、天活大阪支社と天活小阪撮影所を改組、帝国キネマ演芸（帝キネ）が設立されると同社に参加、中川紫郎とともに同社に入社した嵐璃徳主演、中川の監督作に多く出演、1924年（大正13年）までに90本以上に出演、主演もしたが、同年3月に帝キネを退社、松竹下加茂撮影所に移籍する。同撮影所でも30本近く出演したのち、翌1925年（大正14年）3月、野村芳亭監督の『京屋のお糸』への出演を最後に松竹を退社、嵐橘太郎、尾上多見右衛門、玉木光子ら一派をつれて独立する。実川が31歳となる年である。
実川の独立と同時期に、帝キネで実川の出演作を監督していた中川紫郎も独立し、奈良市内に中川映画製作所を設立、撮影所を建設していた。また同時期に同市内では小説家の直木三十三が映画製作に進出、連合映画芸術家協会を設立しており、その設立には、同時期に東亜キネマから独立して、マキノ・プロダクションを起こした牧野省三が密接に協力していた。実川は、中川が製作した3本の映画にすべて出演するかたわら、マキノ御室撮影所作品にも延松一派を引き連れて出演し、実川は主演した。実川が主演したマキノ作品のうち、1926年（大正15年）前半の1作は実川自身が監督した『性の争奪』で、マキノ・プロダクション鷲尾撮影所で製作された。また同年3月には、実川の延松映画社が製作した2作が公開された。そのうちの1作『丹生島』は実川が監督している。
翌1927年（昭和2年）には帝キネに返り咲いたが、40本以上に出演したのち、36歳になった1930年（昭和5年）には、同社を退社、映画界から遠ざかった。その後の消息は知られていない。

## おもなフィルモグラフィ
帝国キネマ - 松竹下加茂
- 大江山酒呑童子　1920年　監督中川紫郎、撮影大森勝、主演嵐璃徳、共演嵐橘右衛門
- 夜討曽我　1923年　監督中川紫郎、撮影大森勝、主演嵐璃徳
- 三勝半七　1924年　監督中川紫郎、撮影唐沢弘光、共演嵐璃徳、松枝鶴子
- 汀の桜　1924年　監督ヘンリー・小谷、脚本倉満南北、撮影吉田英男・鈴木博、主演市川荒太郎
- 京屋のお糸　1925年　監督・脚本野村芳亭、撮影酒井健三、主演柳さく子

独立プロ時代
- 室町御所　1925年　指揮中川紫郎、監督広瀬五郎、助監督マキノ正唯、原作岡本綺堂、脚色直木三十三、撮影河上勇喜、主演マキノ輝子　※中川映画製作所
- 通り魔　1925年　指揮中川紫郎、監督広瀬五郎、原作佐々木味津三、撮影河上勇喜、共演嵐橘太郎　※中川映画製作所・連合映画芸術家協会
- 目明し佐吉の死　1925年　総指揮マキノ省三、監督勝見正義、脚色西条照太郎、原作勝見正義、撮影石野誠三　※マキノ・プロダクション御室撮影所
- 猿　1925年　監督富沢進郎、原作・脚色中島宝三、撮影石本秀雄　※マキノ・プロダクション御室撮影所
- 生玉心中　1925年　監督中川紫郎・広瀬五郎、脚本直木三十三、撮影河上勇喜、共演春日小夜子　※中川映画製作所
- 走馬燈　1926年　監督沼田紅緑、脚本人見吉之助、撮影石野誠三、共演玉木光子　※マキノ・プロダクション御室撮影所
- 性の争奪　1926年　監督　原作・脚本並木緑瓶、共演中村玉二郎　※マキノ・プロダクション鷲尾撮影所
- 丹生島　1926年　監督　原作北藤順一、脚本食満南北、撮影寺浦潔　※延松映画
- 怪刀乱舞　1926年　総指揮マキノ省三、監督芝一美、原作・脚色小国狂二、撮影川尻嘉夫　※延松映画

帝キネ復帰以降
- 深川の唄　1930年　監督山下秀一、原作大仏次郎、脚本佐々木力、撮影鷲田誠、主演松枝鶴子
- 柳生又十郎　1930年　監督　※市川百々之助プロダクション
- 浅草観音の由来　1932年　監督三沢成光、原作那珂島千里、脚本細木原大学、撮影勝本浩司　※浅草観世音奉讃映画会

## 関連事項
- 天然色活動写真 - 帝国キネマ（山川吉太郎）
- 松竹下加茂撮影所
- マキノ・プロダクション （牧野省三）
- 連合映画芸術家協会 （直木三十五）
- 延松映画社
- 市川百々之助プロダクション （市川百々之助）

## 註
1. 1 2 3  『日本映画俳優全集・男優編』（キネマ旬報社、1979年）の「実川延松」の項（p.268）を参照。同項執筆は田中純一郎。
2. ↑  『日本映画監督全集』（キネマ旬報社、1976年）の「中川紫郎」の項（p.279-280）を参照。同項執筆は奥田久司。